# اس‌ان‌سی-لاوالین

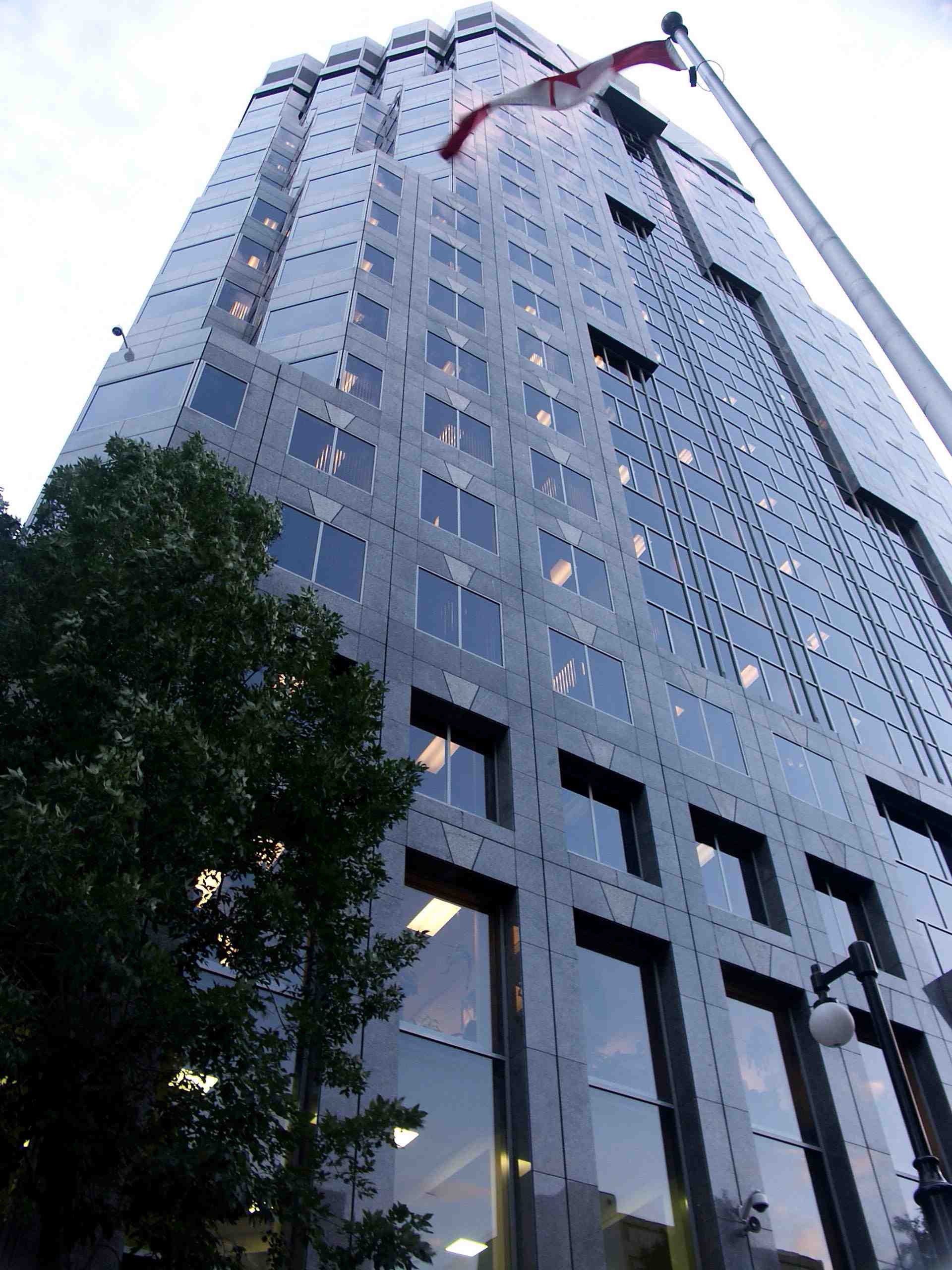
ساختمان مرکزی شرکت اس‌ان‌سی-لاوالین در مونترآل

اس‌ان‌سی-لاوالین (به انگلیسی: SNC-Lavalin) شرکت مهندسی و ساخت‌وساز کانادایی و یکی از بزرگ‌ترین شرکت‌ها در این زمینه در جهان است. اس‌ان‌سی-لاوالین در زمینه ارائه خدمات مهندسی عمران، طراحی و ساخت‌وساز، همچنین مدیریت پروژه، کنترل پروژه و مدیریت ساخت فعالیت می‌کند و هم‌اکنون به‌عنوان یکی از ۵ شرکت بزرگ جهان در حوزه طراحی سازه‌ها شناخته می‌شود.
ستاد این شرکت در شهر مونترآل، استان کبک قرار دارد و بخشی از سهام آن در بازار بورس تورنتو معامله می‌شود.

## پیدایش
ریشه‌های تأسیس این شرکت، به سال ۱۹۱۱ (میلادی) و راه‌اندازی شرکت اس‌ان‌سی بازمی‌گردد. سازماندهی کنونی شرکت اس‌ان‌سی-لاوالین حاصل یکی شدن شرکت اس‌ان‌سی با شرکت لاوالین (بنیان‌گذاری در ۱۹۳۶) در سال ۱۹۹۱ (میلادی) است.

## شرکت‌ها وکنش‌ها
این شرکت، شمار زیادی شرکت تابعه و شرکت زیرمجموعه دارد که با آنها در زمینه‌های ترابری، تولید برق، استخراج معدن و فلزشناسی، صنعت نفت و گاز طبیعی، مهندسی شیمی، مهندسی نفت، مهندسی هوافضا، نیروی نظامی، فناوری هسته‌ای، کشاورزی، داروسازی و مخابرات کنش می‌کند.
یکی از شرکت‌های تابعه شرکت اس‌ان‌سی-لاوالین؛ شرکت کاندو انرژی است که به جهت طراحی و ساخت رآکتور کاندو شناخته می‌شود.

## فساد اداری
در فوریه ۲۰۱۹ جاستین ترودو (نخست‌وزیر کانادا در آن هنگام) متهم شد که برای محافظت از اس‌ان‌سی-لاوالین در برابر یک محاکمه فساد، از قدرت خود سوء استفاده کرده‌است. ادعا می‌شود که این شرکت بین سال‌های ۲۰۰۱ (میلادی) تا ۲۰۱۱ (میلادی) نزدیک ۴۸ میلیون دلار کانادا به مقام‌های لیبیایی در دوره معمر قذافی پرداخت کرده‌است. اس‌ان‌سی-لاوالین پاسخ داده که تنبیه همه شرکت و هزاران کارمند آن برای اشتباه مدیران گذشته آن کار دادگرانه‌ای نیست. در صورت محکومیت قطعی، ممکن است این شرکت برای یک دهه از بستن قرارداد با دولت فدرال کانادا محروم شود.